# DCUN1D4
DCUN1D4‏ (Defective in cullin neddylation 1 domain containing 4) هوَ بروتين يُشَفر بواسطة جين DCUN1D4 في الإنسان.